# (6423) Harunasan
(6423) Harunasan (1994 CP2) – planetoida z pasa głównego asteroid okrążająca Słońce w ciągu 5,2 lat w średniej odległości 3 j.a. Odkryta 13 lutego 1994 roku.